# Геноуэй, Чарльз
Чарльз Геноуэй (англ. Charles Genoway; 20 декабря 1986, Морден, Канада) — канадский хоккеист. Защитник. Бронзовый призер Олимпийских игр 2018.

## Клубная карьера
Чарльз Геноуэй впервые вышел на лёд в профессиональном хоккее в составе команды американского спортивного учебного заведения «Шаттак Сент-Мари» в 2004 году. В 2005 году выступал за клуб лиги Британской Колумбии «Вернон Вайперз». С 2006 по 2011 год учился в университете Северной Дакоты, где также выступал за студенческую команду. 12 апреля 2011 года Геноуэй подписал контракт новичка с клубом НХЛ «Миннесота Уайлд». Дебютировал в национальной лиге 7 апреля 2012 года в матче против команды «Финикс Койотис». 29 июня 2012 года Чарльз продлил контракт с клубом на один год, но по ходу сезона был обменян в «Вашингтон Кэпиталз». Оставшийся конец сезона и весь следующий игрок провёл в клубе АХЛ «Херши Беарс». 1 августа 2014 года Геноуэй на правах свободного агента подписал контракт с рижским «Динамо».
По окончании сезона 2014/15 перешёл в московский «Спартак».
10 июня 2017 года подписал контракт с тольяттинской «Ладой».
Проведя один сезон в «Ладе», Геноуэй покинул клуб и перебрался в команду Шведской элитной лиги «Фрёлунда».
7 мая 2019 года Генуэй вернулся в КХЛ, подписав контракт с нижегородским «Торпедо», в мае 2020 года перешел в екатеринбургский «Автомобилист».

## Международная карьера
11 января 2018 года вошел в заявочный список сборной Канады на Олимпийские игры. Дебютировал на турнире за сборную своей страны, провел 6 матчей, заработал один результативный балл. По итогам турнира вместе с командой завоевал бронзовую медаль.

## Достижения
- участник матча звёзд КХЛ: 2017, 2018, 2020.